# آيت عمرو بلقاسم (آيت سغروشن)
آيت عمرو بلقاسم هي إحدى مشيخات المملكة المغربية، تتبع جغرافيا لإقليم تازة وإداريًا لآيت سغروشن. يقدر عدد سكانها بـ 6615 نسمة حسب الإحصاء الرسمي للسكان والسكنى لسنة 2004.